# Alexeï Alexeïevitch Guerman
Pour les articles homonymes, voir Guerman et German.
Alexeï Alexeïevitch Guerman, né à Saint-Pétersbourg (Union soviétique) le 4 septembre 1976 est un réalisateur et scénariste russe.
Il remporte en 2008 le Lion d'argent - Prix spécial du meilleur réalisateur à la 65e Mostra de Venise avec Soldat de papier (Bumažnyj Soldat).
Son film Dovlatov est présenté lors de la  16e semaine du nouveau cinéma russe en novembre 2018 à Paris. 

## Biographie
Alexeï Alexeïevitch Guerman est le fils du cinéaste Alexeï Guerman et de la scénariste Svetlana Karmalita. Élève de Sergueï Soloviov et Valeri Roubintchik à la faculté de réalisation de VGIK il en sort diplômé en 2001 et commence à travailler au studio Lenfilm. En 2003, il réalise son premier long métrage Le Dernier Train, un drame de guerre en noir et blanc qui remporte le Nika dans la catégorie la révélation de l'année. Il sera de nouveau récompensé par un Nika pour Garpastum (2005) et pour Soldat de papier (2008), cette fois comme meilleur réalisateur.

## Filmographie partielle

### Au cinéma
- 2003 : Le Dernier Train (Posledniy poezd)
- 2005 : Garpastum
- 2008 : Soldat de papier (Bumažnyj Soldat)
- 2009 : Court-circuit : Cinq histoires d'amour (Korotkoe zamykanie) (épisode Kim)
- 2011 : Iz Tokio (court-métrage)
- 2013 : Venice 70: Future Reloaded (Венеция 70: Перезагрузка будущего) (documentaire)
- 2015 : Sous les nuages électriques (Pod electricheskimi oblakami)
- 2018 : Dovlatov (Довлатов)
- 2021 : À résidence (Дело)
- 2024 : L'Air (Воздух)